# Варош-капија
Варош-капија је део старог Београда, настао у близини места на којем се некада налазила једна од четири капије (порушена 1862), кроз које се улазило у београдску варош, на простору данашње Поп-Лукине улице.

## Положај
Око Варош-капије историјски је живело углавном српско становништво, и у доба када су београдском тврђавом владали Турци (до 1862) и Аустријанци (1717—1739). Назив „Варош-капија“ за означавање тог дела града се више не користи често у свакодневној комуникацији, мада се очувао међу становницима који ту живе дуже време. Варош-капија административно, као месна заједница у оквиру београдске градске општине Стари Град обухвата другачији простор, од историјског, укључујући и област поред реке Саве у близини њеног ушћа у Дунав и пристаниште, али искључујући део око Обилићевог венца и улице Маршала Бирјузова (Космајске). Управо тај део, на потесу Обилићев венац, Косанчићев венац, Поп-Лукина, Космајска, Царице Милице, означава „Варош Капију“ у старом Београду.
Варош-капија (као део града) се простире на брду, које се спушта од Кнез - Михаилове улице према реци Сави (део града са друге стране брда назива се Дорћол). С друге стране, границу Варош-капије представља данашња Бранкова улица (део града испод ње, према реци, историјски се назива Сава-мала). Између ових улица налази се десетак мањих, У некима од њих су очувани примерци архитектуре из 19. века, као и калдрма (на Косанчићевом венцу, Задарској, Сребрничкој и Фрушкогорској улици). Варош-капија има природну границу према Карађорђевој улици и београдском Пристаништу, коју чине стрме и обрасле падине које се спуштају од Париске улице, Косанчићевог венца и Фрушкогорске. На тим падинама налазе се и лагуми. Околно становништво је ове лагуме користило као стоваришта за робу у време док је граница била на Сави, а касније за скривање од бомбардовања током Другог светског рата. Низ падину се може сићи Малим степеницама (у близини Бранковог моста), Великим степеницама (у близини зграде ректората Универзитета уметности у Београду, као и степеницама које полазе са видиковца наспрам куће Мике Аласа. Са стране која гледа према Теразијама, не постоји стриктна граница овог дела града, али би се она могла повући или улицом Царице Милице и Обилићевог венца, или нешто даље, у Сремској улици.
Већина улица је данашње називе добила по јунацима и значајним личностима из српске историје или по топонимима, чиме су замењена старија „природна“ имена (нпр. „Фрушкогорска“, по планини у Срему, уместо „Висока“ по томе што се са једног краја ове улице стрмим Малим степеницама силази према пристаништу). На Варош-капији налазе се и значајни старији објекти, попут београдске Саборне цркве, Конака Кнегиње Љубице, зграде најстарије основне школе у Србији „Краљ Петар Први“ (у време СФРЈ звала се „Браћа Рибар“) која се налази у истоименој улици Краља Петра (у доба СФРЈ „7. јула“), Народне банке Србије и зграде кафане „?“. Такође, у овом делу града налазе се и други значајни објекти, попут Патријаршије Српске православне цркве, куће Мике-Аласа, зграде ТАНЈУГ-а, београдске синагоге, амбасаде Француске и Аустрије, хотела „Палас“ и др. У оквиру Варош-капије постоји и парк са спомеником Војводи Вуку, као и мало, запуштено игралиште између Фрушкогорске улице и бензинске пумпе у Поп-Лукиној, са обелиском подигнутим у част прве конференције Покрета несврстаности у Београду 1961. У непосредној близини је Калемегдан.
Три улице носе назив по легендарним јунацима Косовске битке - Ивану Косанчићу, Милошу Обилићу и Милану Топлици, а због свог закривљеног пружања вероватно су уместо „улица“ добиле назив „венац“. Друге улице су Париска, Рајићева, Николе Спасића, Вука Караџића, Ђуре Јакшића, Змај Јовина, Делијска, Цара Лазара, Грачаничка, Чубрина, Краља Петра, Иван-Бегова, Кнеза Симе Марковића, Маршала Бирјузова (бивша Космајска), Царице Милице, Задарска, Сребрничка, Фрушкогорска, Мајевичка (мало позната улица која је у потпуности заграђена) и половина Бранкове. Конфигурација доњег дела Варош-капије је промењена приликом изградње Бранковог моста, укључујући и потпуно нестајање Ловћенске улице.
На Варош-капији се налази велики број познатих угоститељских објеката, од којих неки постоје већ више деценија (нпр. ресторан „Пролеће“, „Црвени петао“, „?“, „Варош Капија"). Првобитна кафана "Варош-капија" је срушена 1935. ради зидања петоспратнице (Поп-Лукина између К. венца и Задарске) - завршена је до јесени 1937, када је нестала и кафана "Црни коњ" и "прва београдска бурегџиница". Неки делови Варош-капије послужили су као сцена за снимање познатих српских филмова, међу којима су „Маратонци трче почасни круг“, „“ (сцена је била постављена на рушевинама Народне библиотеке на Косанчићевом венцу) те сцена „окречите Београд“ из филма „Балкански шпијун“ (у Фрушкогорској). Овај део града је често био тема инспирације сликара и књижевника. Између осталог, радња романа „Пријатељи“ Слободана Селенића одиграва се у кући на Косанчићевом венцу број 7.

## Фотографије са Варош-Капије
- фотографија некадашње пекаре „Варош-капија“, на почетку Задарске
- излог апотеке на почетку Фрушкогорске
- Садашњи поглед из Поп-Лукине
- Кафана "?", преко пута Саборне цркве
- Призор са Косанчићевог венца
- Данашњи изглед ископина на месту некадашње Народне библиотеке на Косанчићевом венцу
- Фотографија Народне библиотеке пре Другог светског рата
- Вентилациони отвор лагума
- Зграда на „лакту“ Косанчићевог венца, код степеништа према Фрушкогорској, на којој се налази споменик Ивану Косанчићу
- зграда у стилу сецесије у улици Краља Петра